# Gtk2-perl
GTK-Perl — це набір оболонок на мові Perl для GUI бібліотек GTK+ та інших бібліотек GNOME. GTK2-Perl є вільним програмним забезпеченням, і розповсюджується на умовах ліцензії LGPL.
Розробників та зацікавлених користувачів, за звичай, легко можна знайти на IRC-каналі #gtk-perl серверу irc.gnome.org.
GTK2-Perl — частина офіційного випуску GNOME Platform Bindings, разом з інтенфейсами до таких мов програмування, як C++, Python і Java.

## Приклад коду
```
use
 
Gtk2
 
'-init'
;

$window
 
=
 
Gtk2::Window
->
new
(
'toplevel'
);

$window
->
set_title
(
"Слава Україні!"
);

$button
 
=
 
Gtk2::Button
->
new
(
"Натисни на мене"
);

$button
->
signal_connect
(
clicked
 
=>
 
sub
 
{
 
print
 
"Героям Слава!\n"
;
 
});

$window
->
add
(
$button
);

$window
->
show_all
;

Gtk2
->
main
;

0
;

```

Вищенаведений код створює GTK+ Window із заголовком "Hello World!". Дане вікно містить елемент кнопка (Button) з міткою «Натисни на мене», коли на неї натискають, на консоль відправляється текстове повідомлення «Героям Слава!».